# Maria ten Hemelopneming (Bedum)
De Maria ten Hemelopneming is een katholiek kerkgebouw in de Groninger plaats Bedum. De neogotische kerk is gebouwd naar een ontwerp van A. Tepe.
In Bedum was na de reformatie in 1676 een katholieke statie gevestigd. In 1740 werd een schuilkerk in gebruik genomen. De schuilkerk, waarschijnlijk op de plaats waar later de pastorie van de huidige kerk werd gebouwd, was gewijd aan de lokale heilige Walfridus. In 1855 werd de kerk hernoemd naar Maria. Bij de bouw van de huidige kerk bleef de naam van Maria behouden.